# Смолянь
Смолянь (рос. Смольянь) — присілок в Брянському районі Брянської області Російської Федерації.
Населення становить 52 особи. Входить до складу муніципального утворення Чернетовське сільське поселення.

## Історія
Від 2005 року входить до складу муніципального утворення Чернетовське сільське поселення.

## Населення
| 2010 | 2013 |
| ---- | ---- |
| 55   | ↘52  |